# Sasha Velour
Alexander "Sasha" Hedges Steinberg (25 de junho de 1987), conhecida pelo nome artístico Sasha Velour, é uma drag queen, artista de performance e de banda desenhada, atriz e produtora de teatro e televisão norte-americana, a residir em Brooklyn, Nova York. É reconhecida por ter vencido a nona temporada de RuPaul's Drag Race e ter parcipado na série de documentários drag NightGowns ou ainda pelo seu espetáculo e turnê Smoke & Mirrors.

## Família e educação
Nasceu em Berkeley, Califórnia, tendo sido criada em New Haven, Connecticut, até aos nove anos de idade, quando a sua família se mudou para Urbana, Illinois. Como único filho de Mark Steinberg, um estudioso de história russa e professor do Departamento de História da Universidade de Illinois, Urbana-Champaign, e de Jane Hedges, que atuou como editora na Yale University Press e editora-chefe da Slavic Review, é descendente de judeus russos por parte do pai, identificando-se com a fé judaica. A sua avó emigrou da República Socialista Soviética Ucraniana através da Manchúria.
Sasha Velour formou-se na University Laboratory High School em Champaign-Urbana em 2004, tendo no ano seguinte vivido além fronteiras com a sua família, trabalhado em part-time como segurança no Museu Estatal Russo Hermitage em São Petersburgo, Rússia, e estagiado na Staatsoper (Ópera Estatal) em Berlim, Alemanha.
Ingressando no Vassar College obteve o bacharelato no Programa Independente (com foco em Literaturas Modernas) em 2009. Em 2010, foi bolseira Fulbright em Moscovo e concluiu um projeto que visava compreender o papel das diferentes formas de arte na sociedade russa contemporânea. Recebeu ainda um MFA (Master of Fine Arts) em desenho animado em 2013 pelo Center for Cartoon Studies em White River Junction, Vermont. Antes de prosseguir uma carreira profissional de drag, trabalhou como designer gráfico e ilustrador freelancer, tutor de inglês e chefe de produção da editora de livros infantis Toon Books.

## Carreira

### Primeiros trabalhos em ilustração e design gráfico
Em 2013, Sasha Velour mudou-se para Nova York com o seu parceiro John Jacob Lee (conhecido profissionalmente como Johnny Velour), começando a frequentar convenções de banda desenhada e graphic novels e a vender as histórias e fanzines que ela mesma publicava. O seu trabalho foi publicado em The Nib, InkBRICK, Comics Workbook Magazine, QU33R, Cicada Magazine e outros, sob os nomes de Sasha Velour e Sasha Steinberg.
Durante esse período, Sasha criou uma história de banda desenhada, intitulada Stonewall, que tentava recontar a história dos tumultos de Stonewall usando personagens reais e fictícios. A obra foi chamada de "uma abordagem inteligente, bela e artística de um evento histórico significativo e difícil" pela Highlow Comics.
A sua arte visual foi tema de duas exposições individuais em galerias. Uma exposição intitulada “What's Your Drag” foi exibida na Be Gallery NYC na primavera de 2014 (em conexão com a BeFluent, a escola de inglês onde lecionava), e outra exposição a solo intitulada “Nightrooms” foi realizada na Black Box Gallery, localizada em Bizarre Bushwick, Brooklyn, em março de 2016. O trabalho em papel recortado (cut paper) de Sasha Velour fez parte da exposição coletiva "Coney Island Babies, Visual Artists from the Brooklyn Drag Scene" na Divisão Queer do Bureau of General Services, inaugurada em Manhattan em novembro de 2012.
Em março de 2017, desenhou uma camiseta de manga comprida para a "Contemporary Drag", uma linha de moda de edição limitada para a New Art Dealers Alliance (NADA) em colaboração com a Print All Over Me.

### Primeiros anos de drag performance

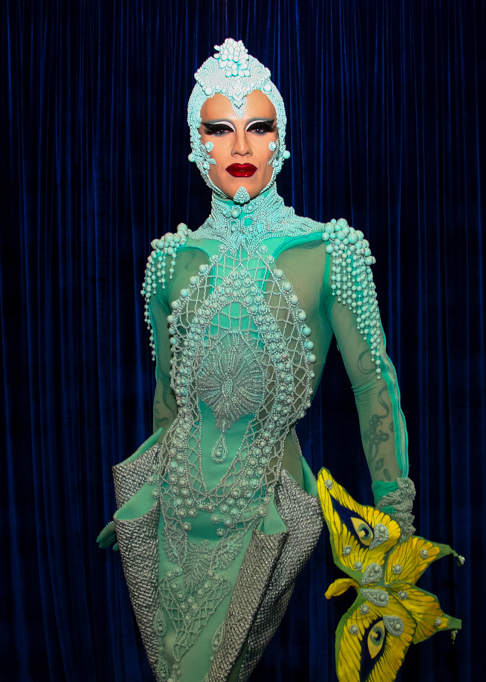
Sasha Velour no RuPaul's DragCon de 2018 em Los Angeles

Sasha Velour começou a se apresentar como drag queen enquanto ainda estudava no Center for Cartoon Studies em Vermont.
Na primavera de 2013, ela e seu parceiro encenaram Whatever She Wants, A Drag Musicale no Main Street Museum com a participação de locais residentes. Posteriormente, Sasha revelaria que a produção do show foi um "marco" na sua carreira de drag, levando-a a se mudar para Brooklyn no final desse ano.
Em 2014, começou a actuar em Nova Iorque e fundou a Velour, The Drag Magazine (originalmente chamada Vym), uma revista sobre a arte do drag, ao lado do seu parceiro Johnny. A revista incluía entrevistas e diversas formas de arte, como fotografia, poesia e ilustração, que abordavam o poder, a beleza e o propósito do drag. Três edições foram publicadas ao longo de dois anos e a revista foi compilada num livro de capa dura de 300 páginas em 2018.
Em agosto de 2015, começou a produzir mensalmente NightGowns, um show de performance drag. O show era apresentado regularmente no Bizarre Bushwick e no National Sawdust, ambos em Brooklyn, Nova York. Os espectáculos foram recebidos pela crítica como "bonitos, engraçados e politicamente carregados" pelo The New York Times. Mais tarde, foi adaptado para uma série de TV, pelo canal de streaming Quibi.

### RuPaul's Drag Race

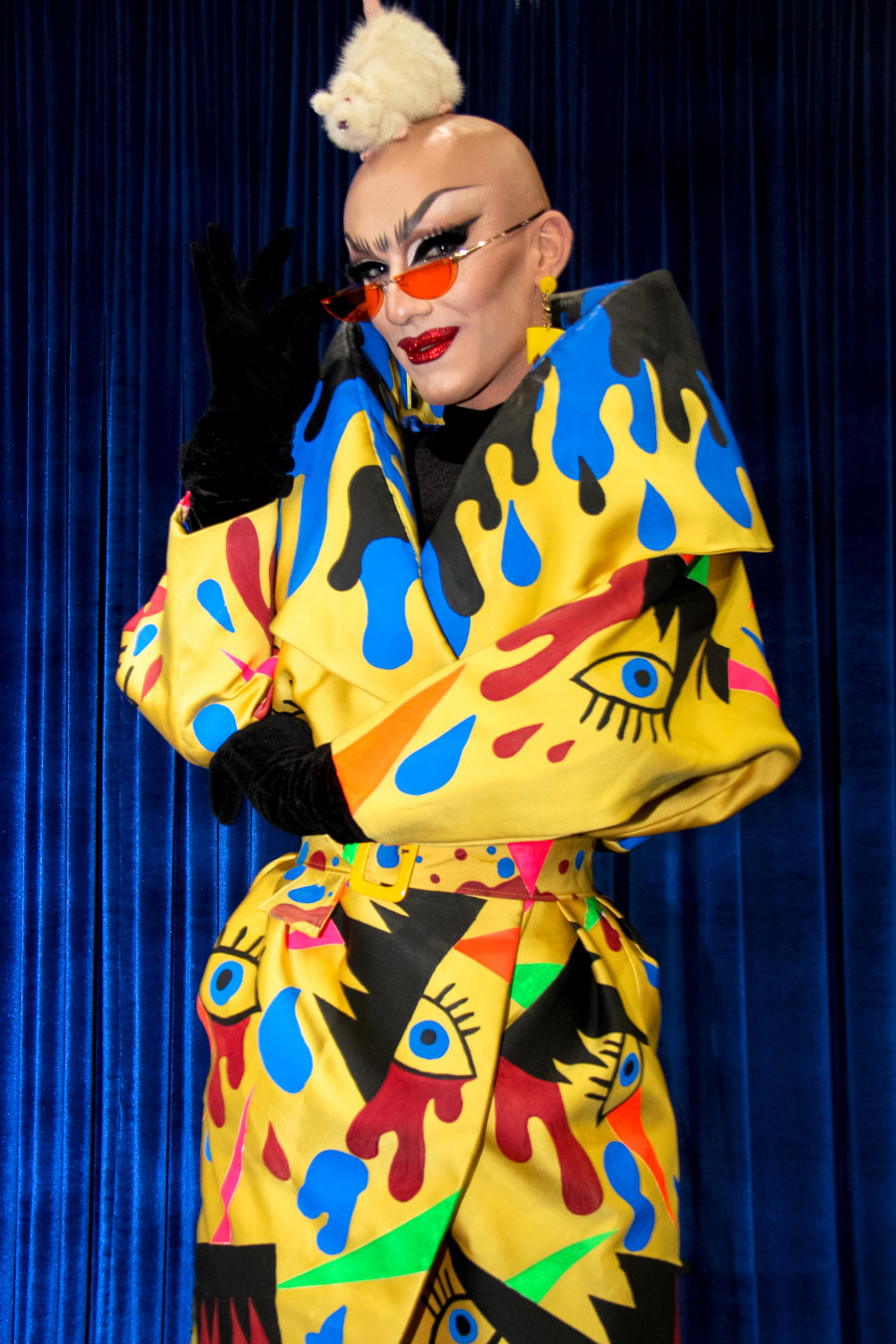
Sasha Velour na DragCon de RuPaul em Los Angeles, 2018

Em 2016, Sasha Velour candidatou-se para a oitava temporada de RuPaul's Drag Race, contudo não foi selecionada para participar. Somente em 2017, viria a competir, acabando por se tornar a vencedora da nona temporada do programa. A lip sync de Sasha Velour do tema "So Emotional" de Whitney Houston no programa final da temporada foi nomeada "performance do ano" pelo The AV Club e um dos "Melhores Momentos Musicais da TV" pela Entertainment Weekly. A performance foi posteriormente referenciada no programa de comédia Saturday Night Live, durante a imitação de Kate McKinnon de Elizabeth Warren.
Durante a exibição do programa, Sasha Velour estrelou o videoclipe do single "CLAT" ao lado de outros artistas drag de Nova York, como Peppermint, Aja e Alexis Michelle, todos os quais também apareceram na nona temporada de Drag Race.

### Sucesso pós-Drag Race
Em 2017, fundou a The House of Velour, uma produtora que cria peças teatrais, cinematográficas e produtos promocionais e ainda expandiu o seu showcase drag NightGowns, mudando-o de Bizarre Bushwick para National Sawdust em abril de 2017. O show também fez turnê por Los Angeles, Londres e no Terminal 5 em Nova York, com a presença de Janet Jackson.
Em 2018, fez uma parceria com a Opening Ceremony para apresentar e dirigir o seu desfile na New York Fashion Week. Selecionou 40 modelos LGBTQ+ para desfilar, criando o primeiro desfile totalmente queer na história da Semana de Moda de Nova York. O show contou com outros notáveis artistas drag, como Lypsinka, Shea Couleé, Jiggly Caliente, Miss Fame, Farrah Moan, Hungry e mais, bem como uma atuação surpresa de Christina Aguilera.
Ainda em 2017, a Google contratou-a para criar um Google Doodle de Marlene Dietrich, que apareceu na página inicial do motor de busca online em 27 de dezembro de 2017, celebrando o 116º aniversário do nascimento da atriz e cantora alemã. Velour personificou Dietrich no desafio Snatch Game na 9ª temporada de RuPaul's Drag Race.
Para o 50º aniversário da revolta de Stonewall em 2019, Velour publicou uma história de banda desenhada detalhada sobre os eventos daquela noite, intitulada Three Dollar Riot, dando continuidade ao seu projeto de tese no Center for Cartoon Studies, realizado anos antes com a publicação em 2012 da obra Stonewall.
A revista Variety destacou a artista na "Lista do Poder de Nova York 2019", e foi incluida na lista anual OUT100 da revista Out duas vezes (2017 e 2019). Em junho de 2019, um painel de jurados da revista New York colocou Velour em 12º lugar na sua lista de "drag queens mais poderosas da América", um ranking de 100 ex-competidores do Drag Race.
Durante o período de isolamento causado pela pandemia de COVID-19 no verão de 2021, produziu uma série de máscaras de papel machê, chamada "Faces of Drag", que homenageava dez artistas pioneiros na "história mundial do drag". Os destaques da série incluem Izumo no Okuni, Rebecca and Her Daughters, William Dorsey Swann, Mei Lanfang, Barbette, Josephine Baker, Coccinelle, José Sarria e Divine.
Realizou palestras no Teen Vogue Summit (junho de 2018), no The Long Conversation no Smithsonian em Washington, DC (dezembro de 2018) e em diversas faculdades, como Purdue, The University of Illinois at Urbana Champaign, Columbia, Oakland University e muito mais.
Apareceu nas capas das revistas Wussy Mag, Plastik Magazine, Bricks, Gay Times e dirigiu a arte do seu animal de estimação, o galgo italiano Vanya, na capa da Dog Magazine. A sua casa foi destaque na revista People.

### Trabalho em TV e cinema
Em 2018, produziu uma curta-metragem intitulada Pirate Jenny, que incluiu a própria interpretando uma tradução da famosa canção da Ópera dos Três Vinténs. A obra foi exibida como parte da exposição coletiva de arte "Bona Drag: Uma história incompleta de Drag e performance transgênero em cinema e vídeo (Parte 1)" na Escola de Design de Rhode Island, inaugurada em novembro de 2018.
Em 2019, apareceu como si mesma em episódios dos programas de televisão The Bold Type e Broad City.
Em abril de 2020, adaptou a sua obra NightGowns numa série documental de oito episódios para a plataforma Quibi. Para além de produtora executiva, protagonizou o programa e produziu ao lado do Documentary Group e da realizadora de videoclips Sophie Muller. Apesar de ter sido assinado contrato para uma segunda temporada, a plataforma de streaming Quibi encerrou, cancelando a continuação da série. Em 2021, NightGowns venceu o RealScreen Award de "Digital Content, Short Form Content, Non-Fiction”.
Em março de 2021, Sasha Velour atuou em The Island We Made, de Angélica Negrón, uma curta-metragem de arte-ópera encomendada pela Opera Philadelphia. O filme foi dirigido por Matthew Placek.
Em julho de 2023, foi anunciado que Sasha Velour, ao lado de Priyanka e Jaida Essence Hall, seriam as novas apresentadoras da quarta temporada do reality show We're Here, substituindo as apresentadoras anteriores, Eureka, Shangela e Bob the Drag Queen.

### Smoke & Mirrors

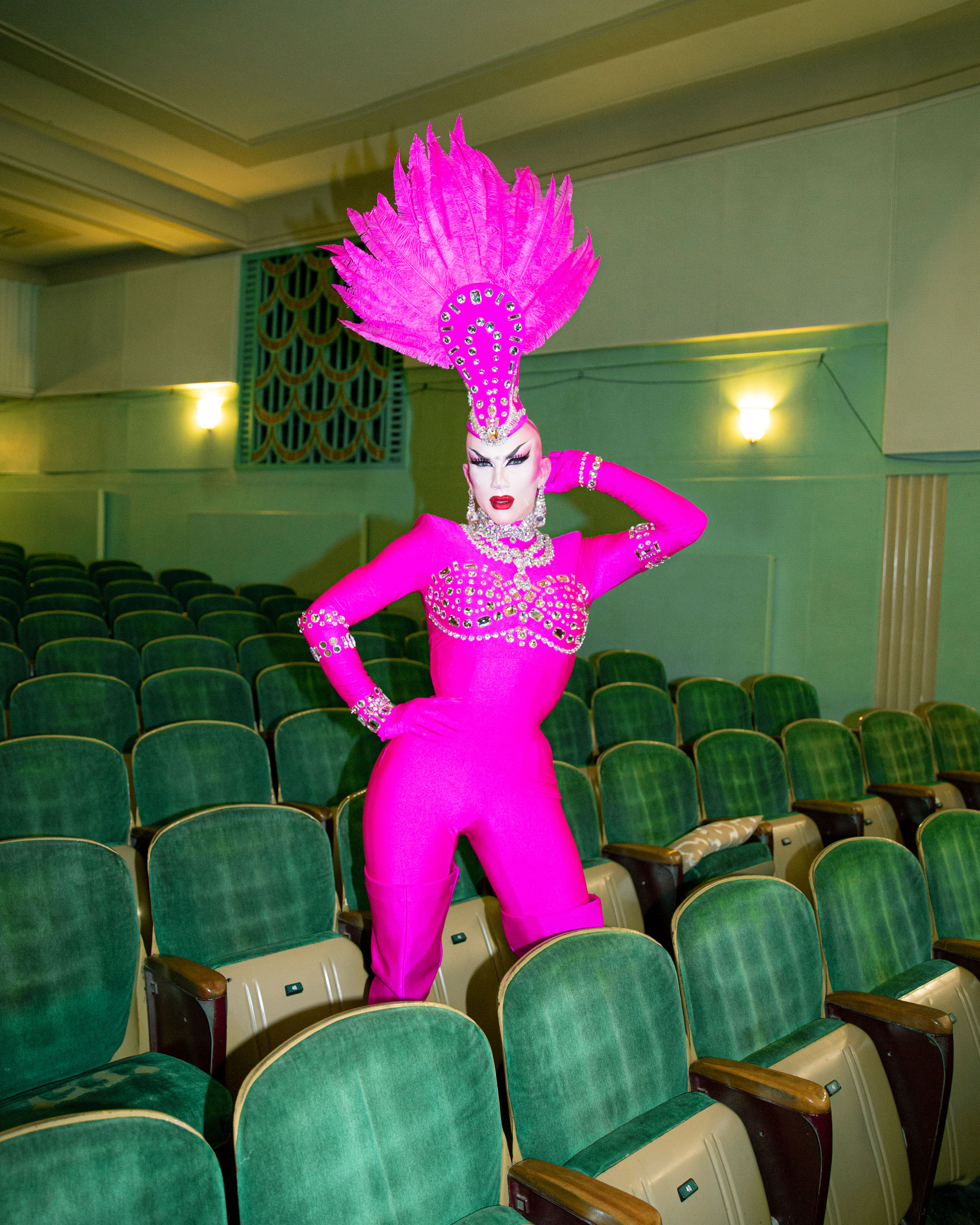
Velour antes da apresentação de seu show Smoke & Mirrors em Bath, Reino Unido, 2022

A 9 de janeiro de 2019, estreou o seu primeiro show a solo, Smoke & Mirrors, em Camberra, durante uma turnê de sete cidades pela Austrália e Nova Zelândia, produzida pela ITD Events.
A estreia de Smoke & Mirrors nos Estados Unidos ocorreu a 21 de março de 2019, no New York Live Arts, onde teve oito espetáculos com plateia esgotada. Em maio de 2019, apresentou novamente a sua performance no The Theatre At The Ace em Los Angeles, e a 9 e 10 de agosto de 2019, dois shows esgotados no O2 Shepherd's Bush Empire de Londres. O espetáculo de drag também foi realizado na Universidade Purdue e na Universidade de Illinois em Urbana-Champaign naquele outono.
Posteriormente, realizou uma turnê de 23 cidades com 24 espetáculos pelos Estados Unidos e Canadá, começando em San Antonio, Texas, a 21 de outubro de 2019, e terminando em São Francisco, Califórnia, a 30 de novembro de 2019. A 2 de março de 2020, iniciou outra turnê por 16 cidades no Reino Unido e na União Europeia, em Birmingham, Inglaterra, contudo após sete apresentações, a turnê foi interrompida devido à pandemia de COVID-19. A última apresentação foi realizada em Dublin, Irlanda, a 11 de março de 2020. A turnê europeia foi retomada em fevereiro de 2022, com apresentações em teatros frequentemente lotados em 36 cidades de 17 países, da Irlanda à Polônia.
Foi destacada na capa de junho de 2023 da ELLE View, edição digital da ELLE Brasil.

## Vida pessoal
Desde 2013, reside em Brooklyn com o seu parceiro Johnny Velour e o seu galgo italiano, Vanya. Sasha Velour considera-se fluído e utiliza os pronomes ela/elas tanto em drag como fora de drag.
Utiliza a cabeça rapada ou careca, em homenagem à sua mãe, Jane Hedges, que morreu de cancro em 2015 e perdeu o cabelo durante o tratamento da doença.

## Filmografia

### Televisão
| Ano  | Título             | Papel                      | Notas                   |
| ---- | ------------------ | -------------------------- | ----------------------- |
| 2017 | RuPaul's Drag Race | Sasha Velour (Concorrente) | Temporada 9 (Vencedora) |
| 2019 | Briad City         | Sasha Velour               | Participação especial   |
| 2019 | The Bold Type      | Sasha Velour               | Participação especial   |
| 2023 | Drag Race Germany  | Sasha Velour               | Juiz Convidado          |
| 2024 | We're Here         | Sasha Velour               | Elenco principal        |

### Websérie
| Ano  | Título                       | Papel        | Notas                    |
| ---- | ---------------------------- | ------------ | ------------------------ |
| 2017 | RuPaul's Drag Race: Untucked | Sasha Velour | Temporada 9              |
| 2020 | The Pit Stop                 | Sasha Velour | Temporada 12, Episódio 1 |
| 2020 | NightGowns                   | Sasha Velour | Produtora Executiva      |
| 2020 | The X-Change Rate            | Sasha Velour | Convidada                |
| 2023 | Entertainment Tonight Canada | Sasha Velour | Convidada                |
| 2023 | <i id="mwAh0">Very Delta</i> | Sasha Velour | Convidada                |

### Curta-metragem
| Ano  | Título             | Papel     | Notas                                                               |
| ---- | ------------------ | --------- | ------------------------------------------------------------------- |
| 2021 | The Island We Made | Narradora | Curta-metragem de ópera de arte encomendado pela Opera Philadelphia |

## Trabalhos publicados
| Ano  | Título                                           | Gênero                 |
| ---- | ------------------------------------------------ | ---------------------- |
| 2012 | Stonewall                                        | História em quadrinhos |
| 2018 | VELOUR: The Drag Magazine                        | Livro de arte          |
| 2019 | Three Dollar Riot                                | História em quadrinhos |
| 2020 | Creature from the Vinyl Lagoon                   | Zine                   |
| 2023 | The Big Reveal: An Illustrated Manifesto of Drag | Livro                  |

## Prêmios e Nomeações
| Year | Award Giving Body                          | Category                                           | Work                                           | Results   | Ref.   |
| ---- | ------------------------------------------ | -------------------------------------------------- | ---------------------------------------------- | --------- | ------ |
| 2017 | Brooklyn Nightlife Awards                  | Drag Queen of the Year                             |                                                | Vencedora |        |
| 2017 | Brooklyn Nightlife Awards                  | Best Visual Artist                                 | Venceu                                         | Vencedora |        |
| 2017 | Brooklyn Nightlife Awards                  | Best Event Producer                                | House of Velour                                | Vencedora | Venceu |
| 2017 | WOWIE Awards                               | Viral Moment                                       | RuPaul's Drag Race season 9 finale performance | Vencedora |        |
| 2017 | WOWIE Awards                               | Best Drag Looks                                    |                                                | Vencedora | Venceu |
| 2018 | Brooklyn Nightlife Awards                  | Best Event Producer                                | House of Velour                                | Nomeada   |        |
| 2020 | Queerty Awards                             | Drag Royalty                                       | Herself                                        | Nomeada   |        |
| 2021 | RealScreen Awards                          | Digital Content - Short-Form Content - Non-Fiction | NightGowns                                     | Vencedora |        |
| 2022 | Trinity University's Philosophical Society | The Gold Medal of Honorary Patronage               | Herself                                        | Vencedora |        |
| 2023 | Peabody Awards                             | Entertainment                                      | We're Here                                     | Vencedora |        |

## Links externos
- Sítio oficial